# Lisa Tomaschewsky
Lisa Tomaschewsky (Itzehoe, 22 luglio 1988) è un'attrice tedesca.

## Filmografia parziale

### Cinema
- Die Summe meiner einzelnen Teile, regia di Hans Weingartner (2011)
- La ragazza dalle nove parrucche (Heute bin ich blond), regia di Marc Rothemund (2013)
- Seitenwechsel, regia di Vivian Naefe (2016)
- Verrückt nach Fixi, regia di Mike Marzuk (2016)
- Hot Dog - Attacco a Berlino (Hot Dog), regia di Torsten Künstler (2018)
- Klassentreffen 1.0, regia di Til Schweiger (2018)
- Gut gegen Nordwind, regia di Vanessa Jopp (2019)

### Televisione
- Verbotene Liebe - serie TV, 13 episodi (2011)
- Polizeiruf 110 - serie TV, un episodio (2013)
- Squadra speciale Lipsia (SOKO Leipzig) - serie TV, 3 episodi (2014)
- Le Wallenstein - I demoni di Dresda (Die Wallensteins - Dresdner Dämonen) - film TV (2015)
- Deutschland 83 - miniserie TV, 8 episodi (2015)
- Le Wallenstein - Creature della notte (Dresden Mord - Nachtgestalten) - film TV (2016)
- Ultima traccia Berlino (Letzte Spur Berlin) - serie TV, 2 episodi (2017)

### Videoclip musicali
- OK - Robin Schulz feat. James Blunt (2017)